# 대한민국 민법 제629조
대한민국 민법 제629조는 임차권의 양도, 전대의 제한에 대한 민법조문이다.

## 조문
제629조(임차권의 양도, 전대의 제한) ① 임차인은 임대인의 동의없이 그 권리를 양도하거나 임차물을 전대하지 못한다.

② 임차인이 전항의 규정에 위반한 때에는 임대인은 계약을 해지할 수 있다.

第629條(賃借權의 讓渡, 轉貸의 制限) ① 賃借人은 賃貸人의 同意없이 그 權利를 讓渡하거나 賃借物을 轉貸하지 못한다.
②賃借人이 前項의 規定에 違反한 때에는 賃貸人은 契約을 解止할 수 있다.

Article 629 (Prohibition of Assignment or Sublease) 1. The tenant may not assign or sublease the tenancy without the landlord's consent.
2. The landlord may terminate the tenancy if the tenant does so.

## 사례
- 갑은 2014년 1월에 단독주택에 세들어 사는 세입자와 계약을 하였는데 이는 임차권 양도의 제한에 저촉된다[1].

- 갑은 근저당권이 설정된 주택에 임대차로 살다가 임대인의 동의를 얻어 을에게 임차권을 양도하였는데 근저당권이 실행되어 경매절차가 지금 진행된 경우, 주택임대차보호법상의 대항력으로 경매절차의 매수인에게 대항할 수 있다.[2]

## 판례
- 임대인의 동의 없는 임차권의 양도라 하여도 당해 행위가 임대인에 대한 배신적 행위라고 볼 수 없는 특별한 사정이 있는 경우라면 제629조에 의한 해지권이 발생하지 않는다[3]
- 건물 소유를 목적으로 한 대지 임차권자가 그 건물을 제3자에게 양도담보로 제공한 경우 그 건물 부지에 관한 임차권도 함께 양도되지 않는다[4]
- 임대인의 동의 없이 제3자에게 임차물을 사용, 수익하도록 한 임차인의 행위가 임대인에 대한 배신적 행위라고 할 수 없는 특별한 사정이 있는 경우, 임대인은 임대차계약을 해지할 수 없다[5]

## 참고문헌
- 고상용. (1985, 12). 임차권의 무단양도. 전대와 민법 제629조. 고시계, 31(1), 79-89.

## 같이 보기
- 전대차